# Битка за Калимете
Битката при Калимете е част от Кубинската война за независимост, която се състои на 29 декември 1895 г.

## Битка
Испанската колона започва похода в 06:30 ч., докато гъста мъгла все още покрива целия терен. Тя е съставена от рота под командването на капитан Кабело, който получава първите изстрели от кубинското настъпление, което незабавно отстъпва на пехотата. Врагът продължава да напредва около 1 200 метра, докато не е задържан от огъня на кубинската пехота, докато се оттегля, предприемайки действия по пътя и околните полета с тръстика.
Гомес и Масео стават свидетели на екзекуцията на затворник, осъден на смърт за посегателство върху честта на жена. Вражеският кавалерийски взвод отстъпва, за да напусне пехотната акция. В тези моменти пада конят на испанския лидер, който получава силен удар и трябва да предаде командването на капитан Кабело.
Кубинските сили, които вече започват настъпление, спират да чакат заповеди. Целта на Гомес и Масео е да продължат похода на Запад възможно най-скоро. Поради тази причина, въпреки че съоръженията на мелницата предлагат отлична отбранителна позиция, те не се опитват да поддържат битката там и от друга страна има голяма опасност да дойдат други испански колони, които биха могли да провалят настъплението. Левият фланг на испанците се опитва да форсира десния фланг на кубинците, да ги принуди да преминат отдясно и да форсират резултата. Въстаническата пехота се укрива в стените на мелницата и с ефективен огън ограничава атаката.
Кубинското командване заповядва атака срещу десния фланг на врага, за да облекчи натиска, който упражнява, но е необходимо да се атакуват няколко пъти, тъй като испанската пехота остава стабилна на позициите си. Тези атаки на кубинската кавалерия са ръководени лично от генерал-майор Серафин Санчес, който постига целта си. По-късно, въпреки че вражеските войски запазват позицията си, техният настъпателен капацитет е намален и командването им нарежда изтегляне в Калимете.

## Последица
Испанските загуби са 22 убити и 75 ранени. Кубинците имат 16 убити и 69 ранени. Нахлуващата колона е организирана в ред на марш, все още под обстрел от испанския резерв, носейки конвой от 36 ранени, някои от които с тежки рани. След като е нападната още два пъти, тя пристига в Мостасиля в 21:00 часа., на около 12 км северозападно от Колон.
Тази битка представлява решаващ момент за "Настъплението". След изтласкване на испанските сили в пределите на провинция Сиенфуегос, нахлуващите войски срещат испанска колона в околностите на Калимете, причинявайки опустошително поражение и по този начин осигурявайки лесно влизане в провинция Хавана, премествайки фронта почти до столицата на Генералното капитанство на Куба.